# Natuurpark Dumbrava Sibiului

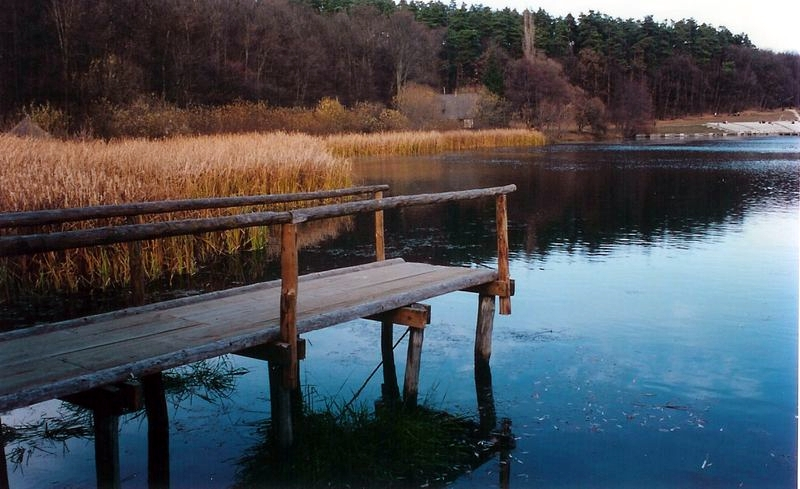

Natuurpark Dumbrava Sibiului (Roemeens: Parcul Natural Dumbrava Sibiului) is een natuurpark in Roemenië. Het park is 960 hectare groot en werd opgericht in 2000. Het natuurpark omvat bossen en meren. In het park komt ree, everzwijn voor.